# Derbi palmesà
Es coneix com a Derbi de Palma o Derbi palmesà la rivalitat esportiva que hi ha a la capital de Mallorca, entre el RCD Mallorca i el CE Atlètic Balears, clubs de Palma (Mallorca).

## Història
Ambdós clubs són, amb diferència, els més antics de la capital de les Illes Balears (la resta varen ser fundats a partir de mitjans dels anys 60) i han mantingut una rivalitat aferrissada a partir de l'extracció social dels seus respectius fundadors. Mentre el RCD Mallorca (llavors anomenat Reial Societat Alfons XIII FC) era considerat l'equip dels poderosos, el CE Atlètic Balears (llavors Balears FC) va néixer a partir de sectors obrers i treballadors de la ciutat. Aquest caràcter es troba molt diluït en l'actualitat i sengles aficions són molt més heterogènies que en els seus inicis, però el caràcter fundacional segueix estant molt present a l'hora de definir la rivalitat entre els dos grups de seguidors.
La seva rivalitat s'ha mantingut molt viva a peu de carrer, tot i que els dos clubs han estat a nivells esportius molt diferents a partir dels anys 60 i molt especialment des dels anys 80, quan el RCD Mallorca va fer un salt qualitatiu i va passar a ser un assidu de la Primera i Segona divisió i el CE Atlètic Balears era a Segona divisió B i Tercera divisió.
El seu primer enfrontament va tenir lloc el 13 març de 1921 entre el segon equip de l'Alfons XIII FC i el titular del Balears FC al camp de Bons Aires, propietat dels alfonsins. L'encontre va acabar abans d'hora enmig d'una batalla campal entre jugadors i públic pel mig, quan els alfonsins guanyaven per 2 gols a 1.

Escut RS Alfons XIII FC (1916-1931)
Escut CD Mallorca (1931-1949)
Escut RCD Mallorca (des de 1949)
Escut Balears FC (1920-1942)
Escut CE Atlètic Balears (des de 1942)

La rivalitat s'ha mantingut al llarg de gairebé un segle a través dels successius noms de sengles clubs. Per part dels mallorquinistes, RS Alfons XIII FC (de 1916 a 1931), CD Mallorca (1931-1949) i RCD Mallorca (des de 1949). Per part dels balearicos, Balears FC (de 1920 a 1942) i CE Atlètic Balears (des de 1942).
En l'àmbit supramunicipal, durant un temps sengles clubs varen compartir rivalitat amb un tercer equip: el CE Constància de la població veïna d'Inca (Mallorca), sobretot fins als anys 60. A la resta d'illes de l'arxipèlag els principals rivals varen ser la SE Eivissa (de la capital pitiüsa, Eivissa) i la UE Maó (de la capital de Menorca). El salt esportiu esmentat que el RCD Mallorca va assolir a partir dels anys 60 va reduir totes aquestes rivalitats a la mínima expressió, excepte amb el CE Atlètic Balears.
L'últim derbi, jugat el 2018 a Segona divisió B, va despertar una gran expectació i va demostrar que la rivalitat segueix molt viva, fins i tot cridant l'atenció de la premsa internacional.

## Enfrontaments en lliga
* Només s'esmenten els enfrontaments entre primers equips. Per tant, no s'inclouen els enfrontaments del CE Atlètic Balears amb el filial mallorquinista, primer Mallorca Atlètic i actualment RCD Mallorca B.
| Temporada | Categoria                    | Camp | Volta | Local | Resultat | Visitant | Incidències |
| --------- | ---------------------------- | --- | --- | --- | --- | --- | --- |
| 1923-24   | Campionat de Mallorca        | Bons Aires | 1a volta | RS Alfons XIII FC | 4 – 1 | Balears FC | Sense incidències |
| 1923-24   | Campionat de Mallorca        | Son Canals | 2a volta | Balears FC | 0 – 1 | RS Alfons XIII FC | Sense incidències |
| 1924-25   | Campionat de Mallorca        | Bons Aires | 1a volta | RS Alfons XIII FC | 1 – 0 | Balears FC | Sense incidències |
| 1924-25   | Campionat de Mallorca        | Son Canals | 2a volta | Balears FC | 2 – 0 | RS Alfons XIII FC | Sense incidències |
| 1925-26   | Campionat de Mallorca        | Son Canals | 1a volta | Balears FC | 1 – 2 | RS Alfons XIII FC | Sense incidències |
| 1925-26   | Campionat de Mallorca        | Bons Aires | 2a volta | RS Alfons XIII FC | -- | Balears FC | No es va disputar en haver una escissió dins la competició a mitja temporada. El Balears FC va abandonar la Federació         |
| 1926-27   | Campionat de Mallorca        | Son Canals | 1a volta | Balears FC | 0 – 1 | RS Alfons XIII FC | Sense incidències |
| 1926-27   | Campionat de Mallorca        | Bons Aires | 2a volta | RS Alfons XIII FC | 3 – 0 | Balears FC | Sense incidències |
| 1927-28   | Campionat de Mallorca        | No es va disputar en escindir-se la competició abans de començar la temporada. La RS Alfons XIII FC va abandonar la Federació | No es va disputar en escindir-se la competició abans de començar la temporada. La RS Alfons XIII FC va abandonar la Federació | No es va disputar en escindir-se la competició abans de començar la temporada. La RS Alfons XIII FC va abandonar la Federació | No es va disputar en escindir-se la competició abans de començar la temporada. La RS Alfons XIII FC va abandonar la Federació | No es va disputar en escindir-se la competició abans de començar la temporada. La RS Alfons XIII FC va abandonar la Federació | No es va disputar en escindir-se la competició abans de començar la temporada. La RS Alfons XIII FC va abandonar la Federació |
| 1928-29   | Campionat de Mallorca        | Son Canals | 1a volta | Balears FC | 2 – 3 | RS Alfons XIII FC | Sense incidències |
| 1928-29   | Campionat de Mallorca        | Bons Aires | 2a volta | RS Alfons XIII FC | 2 – 0 | Balears FC | Sense incidències |
| 1929-30   | Campionat de Mallorca        | Son Canals | 1a volta | Balears FC | 0 – 4 | RS Alfons XIII FC | Sense incidències |
| 1929-30   | Campionat de Mallorca        | Bons Aires | 2a volta | RS Alfons XIII FC | 4 – 1 | Balears FC | Sense incidències |
| 1930-31   | Campionat de Mallorca        | Bons Aires | 1a volta | RS Alfons XIII FC | 2 – 0 | Balears FC | Sense incidències |
| 1930-31   | Campionat de Mallorca        | Son Canals | 2a volta | Balears FC | 1 – 0 | RS Alfons XIII FC | Sense incidències |
| 1931-32   | Campionat de Mallorca        | Bons Aires | 1a volta | CD Mallorca | 1 – 1 | Balears FC | Sense incidències |
| 1931-32   | Campionat de Mallorca        | Son Canals | 2a volta | Balears FC | 2 – 1 | CD Mallorca | Sense incidències |
| 1932-33   | Campionat de Mallorca        | Bons Aires | 1a volta | CD Mallorca | 4 – 1 | Balears FC | Sense incidències |
| 1932-33   | Campionat de Mallorca        | Son Canals | 2a volta | Balears FC | 1 – 1 | CD Mallorca | Sense incidències |
| 1933-34   | Campionat de Mallorca        | Son Canals | 1a volta | Balears FC | 1 – 0 | CD Mallorca | Sense incidències |
| 1933-34   | Campionat de Mallorca        | Bons Aires | 2a volta | CD Mallorca | 1 – 1 | Balears FC | Sense incidències |
| 1934-35   | Campionat de Mallorca        | Son Canals | 1a volta | Balears FC | 2 – 0 | CD Mallorca | Sense incidències |
| 1934-35   | Campionat de Mallorca        | Bons Aires | 2a volta | CD Mallorca | 0 – 2 | Balears FC | Sense incidències |
| 1935-36   | Campionat de Mallorca        | Bons Aires | 1a volta | CD Mallorca | 2 – 2 | Balears FC | Sense incidències |
| 1935-36   | Campionat de Mallorca        | Son Canals | 2a volta | Balears FC | 1 – 0 | CD Mallorca | Sense incidències |
| 1936-37   | Campionat de Mallorca        | Bons Aires | 1a volta | CD Mallorca | 7 – 1 | Balears FC | Sense incidències |
| 1936-37   | Campionat de Mallorca        | Son Canals | 2a volta | Balears FC | 2 – 4 | CD Mallorca | Sense incidències |
| 1937-38   | Campionat de Mallorca        | Bons Aires | 1a volta | CD Mallorca | 2 – 1 | Balears FC | Sense incidències |
| 1937-38   | Campionat de Mallorca        | Son Canals | 2a volta | Balears FC | 1 – 1 | CD Mallorca | Sense incidències |
| 1938-39   | Campionat de Mallorca        | El CD Mallorca no va competir en tenir gran part de la plantilla mobilitzada durant la Guerra Civil                           | El CD Mallorca no va competir en tenir gran part de la plantilla mobilitzada durant la Guerra Civil                           | El CD Mallorca no va competir en tenir gran part de la plantilla mobilitzada durant la Guerra Civil                           | El CD Mallorca no va competir en tenir gran part de la plantilla mobilitzada durant la Guerra Civil                           | El CD Mallorca no va competir en tenir gran part de la plantilla mobilitzada durant la Guerra Civil                           | El CD Mallorca no va competir en tenir gran part de la plantilla mobilitzada durant la Guerra Civil                           |
| 1939-40   | Campionat de Mallorca        | Son Canals | 1a volta | Balears FC | 2 – 4 | CD Mallorca | Sense incidències |
| 1939-40   | Campionat de Mallorca        | Bons Aires | 2a volta | CD Mallorca | 3 – 0 | Balears FC | Sense incidències |
| 1940-41   | Primera Regional de Mallorca | Bons Aires | 1a volta | CD Mallorca | 2 – 1 | Balears FC | Sense incidències |
| 1940-41   | Primera Regional de Mallorca | Son Canals | 2a volta | Balears FC | 1 – 3 | CD Mallorca | Sense incidències |
| 1941-42   | Primera Regional de Mallorca | Son Canals | 1a volta | Balears FC | 2 – 3 | CD Mallorca | Sense incidències |
| 1941-42   | Primera Regional de Mallorca | Bons Aires | 2a volta | CD Mallorca | 1 – 0 | Balears FC | Sense incidències |
| 1942-43   | Primera Regional de Mallorca | Son Canals | 1a volta | At. Balears | 3 – 3 | CD Mallorca | Sense incidències |
| 1942-43   | Primera Regional de Mallorca | Bons Aires | 2a volta | CD Mallorca | 6 – 1 | At. Balears | Sense incidències |
| 1943-44   | Tercera divisió, grup IV     | Bons Aires | 1a volta | CD Mallorca | 1 – 1 | At. Balears | Sense incidències |
| 1943-44   | Tercera divisió, grup IV     | Son Canals | 2a volta | At. Balears | 0 – 2 | CD Mallorca | Sense incidències |
| 1948-49   | Tercera divisió, grup III    | Es Fortí | 1a volta | CD Mallorca | 2 – 1 | At. Balears | Sense incidències |
| 1948-49   | Tercera divisió, grup III    | Son Canals | 2a volta | At. Balears | 2 – 0 | CD Mallorca | Sense incidències |
| 1951-52   | Segona divisió, grup II      | Son Canals | 1a volta | At. Balears | 0 – 2 | RCD Mallorca | Sense incidències |
| 1951-52   | Segona divisió, grup II      | Es Fortí | 2a volta | RCD Mallorca | 2 – 0 | At. Balears | Sense incidències |
| 1952-53   | Segona divisió, grup II      | Es Fortí | 1a volta | CD Mallorca | 1 – 1 | At. Balears | Sense incidències |
| 1952-53   | Segona divisió, grup II      | Son Canals | 2a volta | At. Balears | 1 – 1 | RCD Mallorca | Sense incidències |
| 1954-55   | Tercera divisió, grup VIII   | Es Fortí | 1a volta | RCD Mallorca | 3 – 2 | At. Balears | Sense incidències |
| 1954-55   | Tercera divisió, grup VIII   | Son Canals | 2a volta | At. Balears | 1 – 2 | RCD Mallorca | Sense incidències |
| 1955-56   | Tercera divisió, grup VIII   | Son Canals | 1a volta | At. Balears | 3 – 2 | RCD Mallorca | Sense incidències |
| 1955-56   | Tercera divisió, grup VIII   | Lluís Sitjar | 2a volta | RCD Mallorca | 2 – 2 | At. Balears | Sense incidències |
| 1956-57   | Tercera divisió, grup VIII   | Lluís Sitjar | 1a volta | RCD Mallorca | 1 – 1 | At. Balears | Sense incidències |
| 1956-57   | Tercera divisió, grup VIII   | Son Canals | 2a volta | At. Balears | 0 – 3 | RCD Mallorca | Sense incidències |
| 1957-58   | Tercera divisió, grup VIII   | Son Canals | 1a volta | At. Balears | 1 – 2 | RCD Mallorca | Sense incidències |
| 1957-58   | Tercera divisió, grup VIII   | Lluís Sitjar | 2a volta | RCD Mallorca | 1 – 1 | At. Balears | Sense incidències |
| 1958-59   | Tercera divisió, grup VIII   | Lluís Sitjar | 1a volta | RCD Mallorca | 1 – 0 | At. Balears | Sense incidències |
| 1958-59   | Tercera divisió, grup VIII   | Son Canals | 2a volta | At. Balears | 0 – 0 | RCD Mallorca | Sense incidències |
| 1975-76   | Tercera divisió, grup III    | Estadi Balear | 1a volta | At. Balears | 3 – 1 | RCD Mallorca | Sense incidències |
| 1975-76   | Tercera divisió, grup III    | Lluís Sitjar | 2a volta | RCD Mallorca | 0 – 0 | At. Balears | Sense incidències |
| 1976-77   | Tercera divisió, grup III    | Estadi Balear | 1a volta | At. Balears | 2 – 0 | RCD Mallorca | Sense incidències |
| 1976-77   | Tercera divisió, grup III    | Lluís Sitjar | 2a volta | RCD Mallorca | 1 – 1 | At. Balears | Sense incidències |
| 1977-78   | Segona divisió B, grup II    | Estadi Balear | 1a volta | At. Balears | 2 – 1 | RCD Mallorca | Sense incidències |
| 1977-78   | Segona divisió B, grup II    | Lluís Sitjar | 2a volta | RCD Mallorca | 1 – 0 | At. Balears | Sense incidències |
| 1978-79   | Tercera divisió, grup V      | Estadi Balear | 1a volta | At. Balears | 0 – 0 | RCD Mallorca | Sense incidències |
| 1978-79   | Tercera divisió, grup V      | Lluís Sitjar | 2a volta | RCD Mallorca | 2 – 1 | At. Balears | Sense incidències |
| 1979-80   | Tercera divisió, grup VIII   | Estadi Balear | 1a volta | At. Balears | 0 – 2 | CD Mallorca | Sense incidències |
| 1979-80   | Tercera divisió, grup VIII   | Lluís Sitjar | 2a volta | RCD Mallorca | 1 – 1 | At. Balears | Sense incidències |
| 2017-18   | Segona divisió B, grup III   | Son Malferit | 1a volta | At. Balears | 0 – 0 | CD Mallorca | Sense incidències |
| 2017-18   | Segona divisió B, grup III   | Son Moix | 2a volta | RCD Mallorca | 3 – 2 | At. Balears | Sense incidències |

## Enfrontaments en Copa del Rei
* Només s'esmenten els enfrontaments entre primers equips. Per tant, no s'inclouen els enfrontaments del CE Atlètic Balears amb el filial mallorquinista, primer Mallorca Atlètic i actualment RCD Mallorca B.
| Temporada | Eliminatòria  | Camp          | Volta       | Local       | Resultat | Visitant     | Incidències       |
| --------- | ------------- | ------------- | ----------- | ----------- | -------- | ------------ | ----------------- |
| 1948-49   | 1a ronda      | Es Fortí      | Partit únic | CD Mallorca | 1 – 0    | At. Balears  | Sense incidències |
| 1986-87   | 1/16 de final | Estadi Balear | Partit únic | At. Balears | 2 – 4    | RCD Mallorca | Sense incidències |

## Altres enfrontaments
* Només s'esmenten els enfrontaments entre primers equips. Per tant, no s'inclouen els enfrontaments del CE Atlètic Balears amb el filial mallorquinista, primer Mallorca Atlètic i actualment RCD Mallorca B.
| Temporada | Torneig                        | Camp          | Volta       | Local              | Resultat  | Visitant     | Incidències                                          |
| --------- | ------------------------------ | ------------- | ----------- | ------------------ | --------- | ------------ | ---------------------------------------------------- |
| 1921      | Copa Ajuntament de Palma       | Bons Aires    | Volta única | RS Alfonso XIII FC | 4 – 0     | Balears FC   | Competició organitzada per l'Ajuntament de Palma     |
| 1933-34   | Copa President de la República | Son Canals    | 1a volta    | Balears FC         | 1 – 3     | CD Mallorca  | Sense incidències                                    |
| 1933-34   | Copa President de la República | Bons Aires    | 2a volta    | CD Mallorca        | 4 – 0     | Balears FC   | Sense incidències                                    |
| 1934-35   | Copa President de la República | Bons Aires    | 1a volta    | CD Mallorca        | 1 – 1     | Balears FC   | Sense incidències                                    |
| 1934-35   | Copa President de la República | Son Canals    | 2a volta    | Balears FC         | 3 – 3     | CD Mallorca  | Sense incidències                                    |
| 1935-36   | Copa President de la República | Son Canals    | 1a volta    | Balears FC         | 0 – 0     | CD Mallorca  | Sense incidències                                    |
| 1935-36   | Copa President de la República | Bons Aires    | 2a volta    | CD Mallorca        | 1 – 1     | Balears FC   | Sense incidències                                    |
| 1937-38   | Lliga Mallorca                 | Son Canals    | 1a volta    | Balears FC         | 0 – 6     | CD Mallorca  | Sense incidències                                    |
| 1937-38   | Lliga Mallorca                 | Bons Aires    | 2a volta    | CD Mallorca        | --        | Balears FC   | Suspès per retirada del CD Mallorca de la competició |
| 1939-40   | Lliga Mallorca                 | Bons Aires    | 1a volta    | CD Mallorca        | 1 – 1     | Balears FC   | Sense incidències                                    |
| 1939-40   | Lliga Mallorca                 | Son Canals    | 2a volta    | Balears FC         | 1 – 5     | CD Mallorca  | Sense incidències                                    |
| 1940-41   | Lliga Mallorca                 | Son Canals    | 1a volta    | Balears FC         | 0 – 6     | CD Mallorca  | Sense incidències                                    |
| 1940-41   | Lliga Mallorca                 | Bons Aires    | 2a volta    | CD Mallorca        | 5 – 1     | Balears FC   | Sense incidències                                    |
| 1952-53   | Copa RFEF                      | Es Fortí      | 1a volta    | RCD Mallorca       | 4 – 2     | At. Balears  | Sense incidències                                    |
| 1952-53   | Copa RFEF                      | Son Canals    | 2a volta    | At. Balears        | 1 – 1     | RCD Mallorca | Sense incidències                                    |
| 1971      | Trofeu Nicolau Brondo          | Estadi Balear | Partit únic | At. Balears        | 0 – 1     | RCD Mallorca | Sense incidències                                    |
| 1972      | Trofeu Nicolau Brondo          | Estadi Balear | Partit únic | At. Balears        | 1 – 4     | RCD Mallorca | Sense incidències                                    |
| 1984      | Trofeu Nicolau Brondo          | Estadi Balear | Partit únic | At. Balears        | 0 – 1     | RCD Mallorca | Sense incidències                                    |
| 1985      | Trofeu Nicolau Brondo          | Estadi Balear | Partit únic | At. Balears        | 1 – 2     | RCD Mallorca | Sense incidències                                    |
| 1993      | Amistós                        | Estadi Balear | Partit únic | At. Balears        | 0 – 6     | RCD Mallorca | Commemoració 50 anys fusió CE Atlètic Balears        |
| 1994      | Trofeu Nicolau Brondo          | Estadi Balear | Partit únic | At. Balears        | 1 – 1 (*) | RCD Mallorca | Sense incidències                                    |
| 2008      | Trofeu Illes Balears           | Bintaufa, Maó | Semifinals  | RCD Mallorca       | 4 – 2     | At. Balears  | Sense incidències                                    |

(*) Guanyador el RCD Mallorca des del punt de penal.